# Székesfehérvár
Székesfehérvár (llatí: Alba Regia, txec: Stoličný Bělehrad, croat: Stolni Biograd, alemany: Stuhlweißenburg, eslovac: Stoličný Belehrad, turc: İstolni Belgrad, serbi: Stoni Beograd Стони Београд) o abreujat Fehérvár és una ciutat del centre d'Hongria amb una població de 106.346 habitants (2001) i 138.995 inclosa la rodalia. És capital del comtat de Fejér i de la regió de Transdanúbia Central. Fou la principal ciutat d'Hongria a l'edat mitjana i residència reial i hi foren coronats 37 o 43 reis i 39 reines consorts; 15 reis hi són enterrats. El nom de la ciutat vol dir "Castell Blanc del Tron" (szék = tron; székhely = residència reial).

## Història
Hi ha restes d'haver estat habitada des del segle v aC. Sota l'imperi romà es va dir Gorsium i Herculia. Al segle vi s'hi van establir eslaus i àvars i la ciutat fou anomenada Belehrad o Belegrad (Castell Blanc), sent un centre important sota l'imperi de la Gran Moràvia. A l'edat mitjana el nom llatí era Alba Regalis (o Alba Regia) i era centre de comunicació entre el llac Balaton i el llac Velencei, i de la ciutat sortien camins cap als Balcans, Itàlia, Buda i Viena. Encara avui és nus ferroviari amb almenys set direccions.
Els hongaresos van refundar la ciutat el 972 durant el govern del gran príncep Géza (972-997) i van construir un petit castell. Székesfehérvár fou esmentada per primer cop en un document del bisbat de Veszprém el 1009, amb el nom d'Alba Civitas. La basílica començada el 1003 es va acabar el 1039 i Esteve I d'Hongria va concedir drets a la ciutat abans del 1040. Tenia aleshores uns 3500 habitants i en endavant fou la seu dels reis hongaresos, dels que 37 o 43 foren coronats a la ciutat (el darrer el 1526) i 15 hi foren enterrats (el darrer el 1540) tot a l'església de Sant Esteve. La ciutat es van engrandir al segle xii amb construcció de noves esglésies, monestirs i edificis. Fou estació de pelegrinatge a Terra Santa. Andreu II d'Hongria va emetre aquí la seva Bule d'Or el 1222 que establia els drets dels nobles i els deures del rei, que fou de facto la constitució hongaresa fins al 1848. En la incursió mongola a Hongria del 1241 la ciutat no fou atacada perquè la neu fosa havia enfangat la zona; la primavera dels 1242 els mongols es van retirar al morir el seu gran kan.

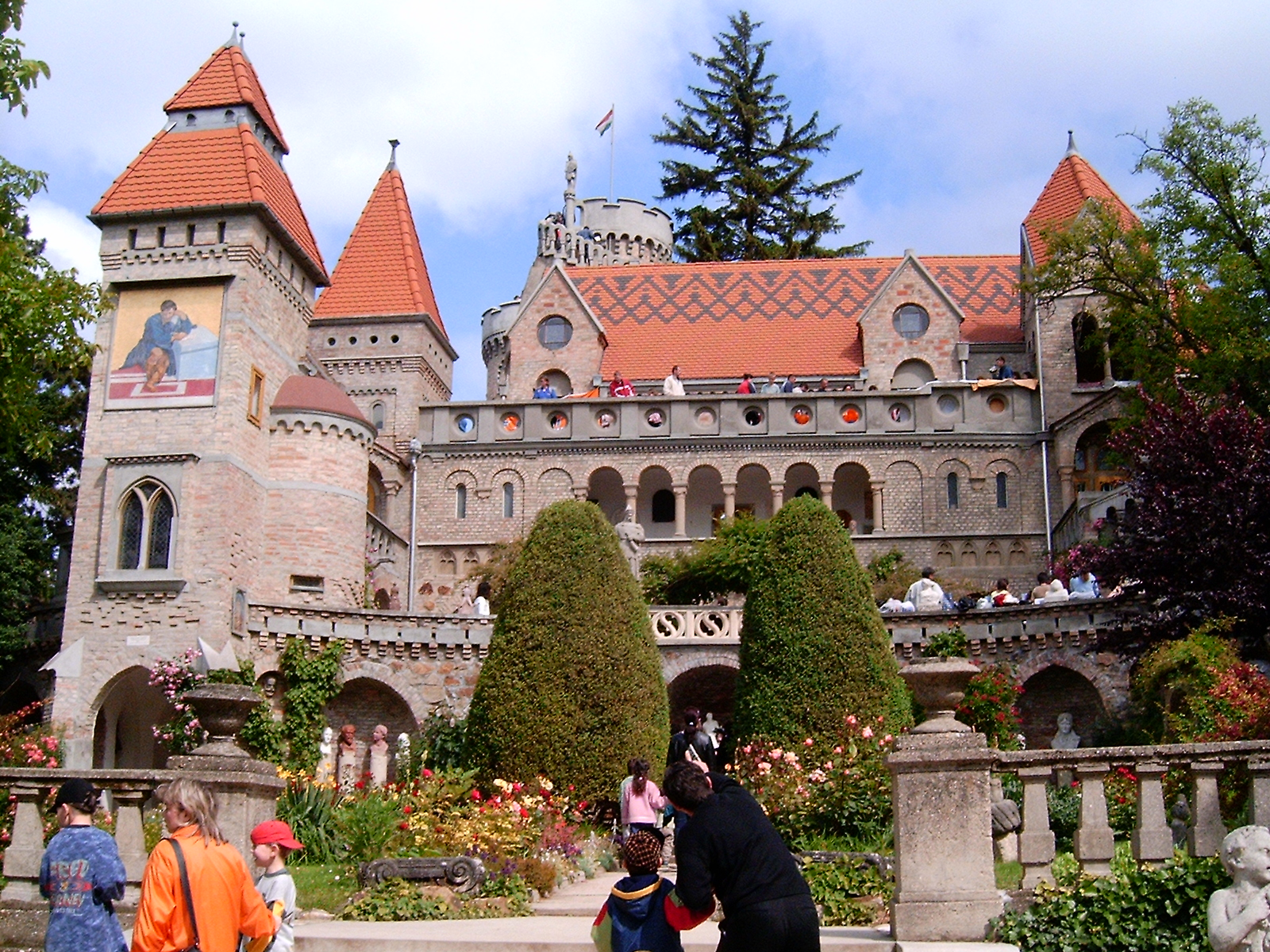
Castell Bory

La ciutat va seguir creixent entre els segles XIII i XV; el segle xiv es va construir la muralla. El 3 de setembre de 1543 fou ocupada pels otomans després d'un setge; els defensors van fer una sortida que va fallar i els rics de la ciutat van decidir rendir-se per no provocar major hostilitat dels otomans si es veien abocats a un setge llarg i van disparar contra al comandant György Varkoch i els altres defensors que retornaven; quan els otomans hi van entrar van executar als que havien fet aquest acte de traïció. Els otomans van destruir part de la ciutat, la catedral i el palau reial i van saquejar algunes tombes reials a la catedral. Va agafar el nom d'Istolni i va esdevenir capçalera d'un sandjak del beglerberlik de Budin fins al 1688 excepte per un breu període el 1601 quan va quedar ocupada per un exèrcit imperial dirigit per Llorenç de Brindisi fins al 1602. El 1688 era una ciutat musulmana amb mesquites i edificis típicament otomans; la població original hongaresa (unes 7500 persones abans del 1543, entre 1200 i 1500 el 1563, 500 en el regnat de Murat III) havia abandonat en gran part la ciutat. la guarnició otomana a la ciutat era de 3000 soldats als primers anys, i de 1400 el 1568 (al segle xvi hi vivien a més uns 1.000 timariotes amb les seves famílies i djebelüs).
Va caure en poder dels Habsburg el 1688, durant la guerra de la Santa Lliga, després d'un setge rigorós que va obligar els defensors a rendir-se finalment. Llavors s'hi van establir serbis, alemanys i moraus, a més d'hongaresos o magiars; els turc foren expulsats. La capital imperial era a Viena i els afers judicials es resolien a Pozsony (Pressburg = Bratislava). El 1702 Albert d'Àustria va ordenar destruir la catedral de la Santa Verge (Nagyboldogasszony), amb el qual fou destruïda la catedral més gran d'Hongria i el temple de la coronació, perquè segons la doctrina de la Corona Sagrada els reis hongaresos s'havien de coronar en aquesta catedral; en endavant les cerimònies de coronació es van fer a Pozsony/Pressburg/Bratislava. El 1703 la ciutat va obtenir la condició de ciutat imperial lliure però ja no va tornar a ser capital. Al llarg del segle es van construir diversos edificis: església franciscana, esglésies jesuïtes, edificis públics, palaus i altres. Maria Teresa I d'Àustria la va erigir en seu episcopal el 1777. Al segle xix la població alemanya va quedar assimilada. El 15 de març de 1848 la població va donar suport a la revolució; al final de la guerra el 1849, va perdre importància i va esdevenir un centre agrícola. No hi va haver progrés fins al segle xx, en el període entre les dues grans guerres, quan es van obrir diverses factories (Hongria va esdevenir independent el 1919).
Després de la II Guerra Mundial la ciutat fou industrialitzada pels comunistes com moltes altres ciutats del país. Va passar del 35.000 habitants que tenia el 1945 fins als cent mil habitants dels anys setanta. El caire barroc del centre de la ciutat fou mantingut tot i la construcció d'edificis administratius i de construcció estatal. Les excavacions arqueològiques han permès recuperar les restes de la basílica i el mausoleu d'Esteve I que avui dia es poden visitar.
Després del final règim comunista el 1990, les factories principals van fer fallida o van esdevenir ruïnoses i milers de persones van perdre la feina; es van atreure noves companyies que van invertir a la ciutat i rodalia i fou un dels principals llocs d'inversió estrangera, incloent-hi una factoria de la companyia d'automòbils Ford i una de l'IBM, i la ciutat va començar a prosperar deu anys després.

## Llocs interessants
- Centre històric
- Catedral de Sant Esteve

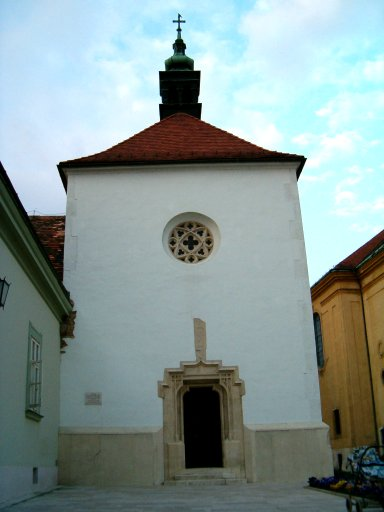
Capella Santa Anna

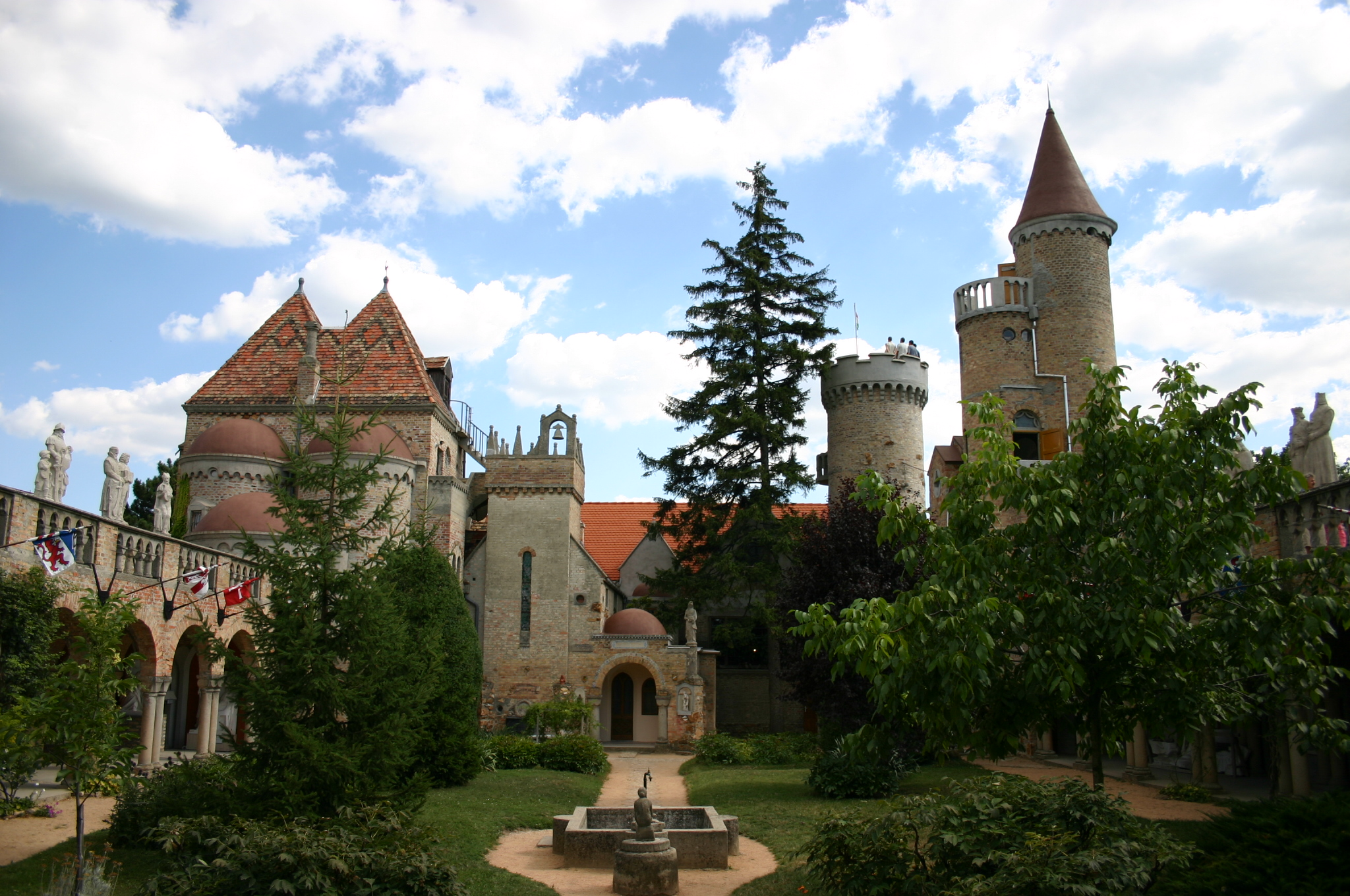
Castell Bory

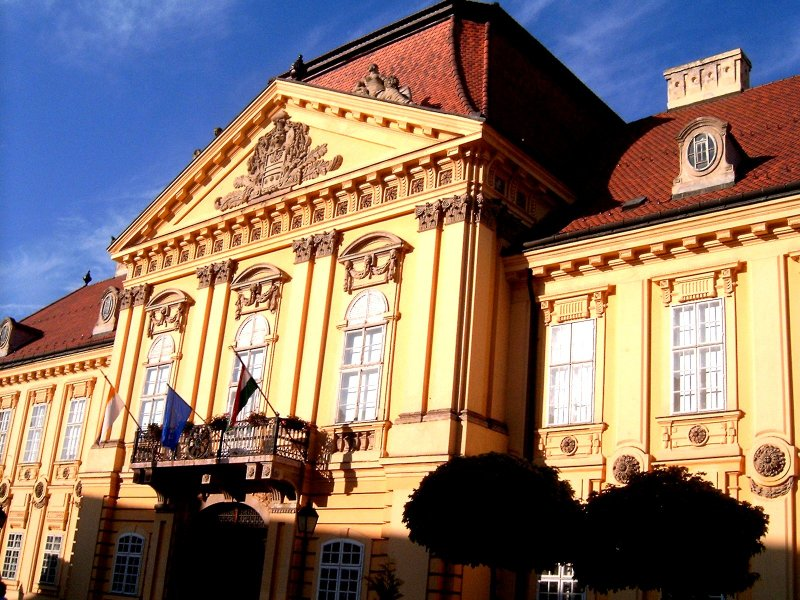
Palau episcopal

- Capella de Santa Anna (Gòtica, vers 1470)
- Ruïnes de l'església medieval de Sant Esteve
- Palau Episcopal
- Alcaldia
- Palau Zichy de 1781
- Museu Rei Esteve
- Museu Doll
- Museu de Farmàcia
- Museu de la Ciutat
- Galeria de la Ciutat
- Font mineral Csitáry
- Skjanzen serbi (12 cases de pagès i església romana d'Orient, premi Europa Nostra el 1990)

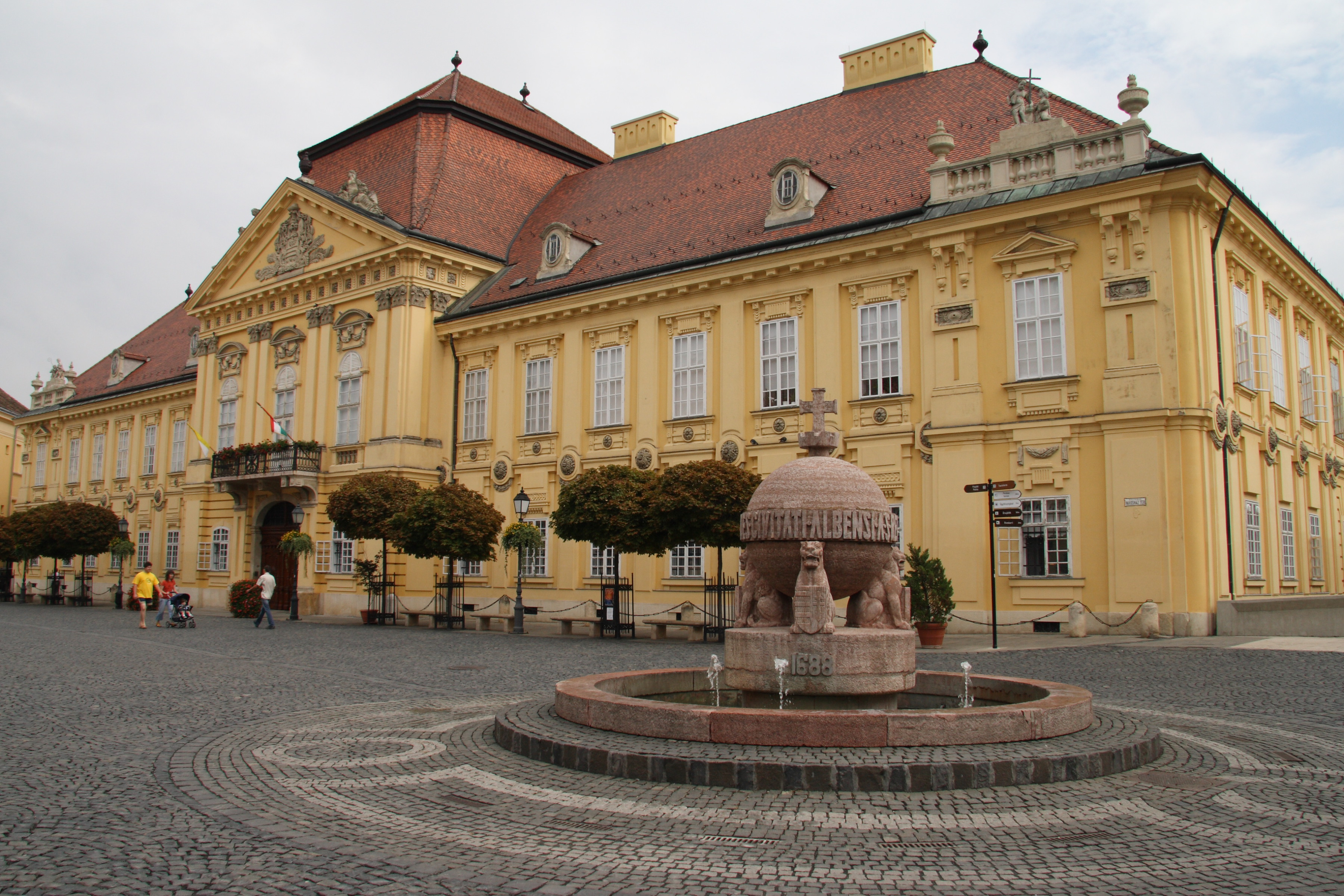
Palau a Székesfehérvár

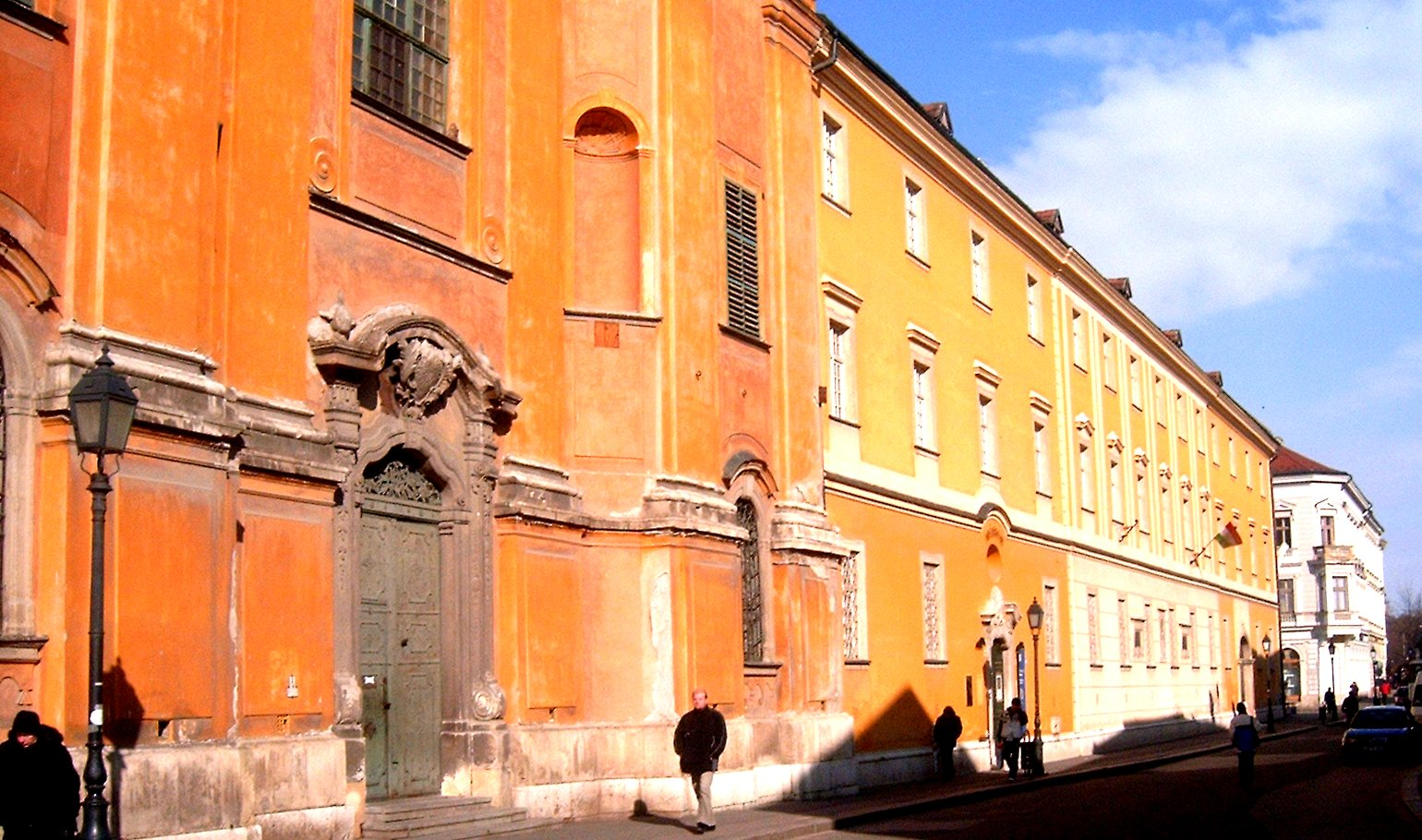
Carrer principal

- Monument a la Bule d'Or memorial (1972)
- Castell Bory (segle XX)
- Estàtua de György Varkoch

## Població
- 1870 | 23279
- 1880 | 26559
- 1890 | 28539
- 1900 | 33196
- 1910 | 37710
- 1920 | 40352
- 1930 | 41890
- 1941 | 49103
- 1945 | 35000
- 1949 | 42260
- 1960 | 56978
- 1970 | 79064
- 1980 | 103571
- 1990 | 108958
- 2001 | 106346
- 2005 | 101465
- 2008 | 101755

Grups ètnics (cens del 2001):
- magiars - 95,7%
- alemanys - 0,8%
- gitanos - 0,5%
- altres - 0,5%
- no van declarar - 2,4%

Religions (2001):
- Romans Catòlics - 53,8%
- Calvinistes - 12,1%
- Luterans - 1,9%
- Grecs Catòlics - 0,5%
- altres cristians - 1%
- altres no cristians - 0,2%
- Ateus - 19,7%
- No van respondre - 10,7%

## Personatges
- Jenő Bory, escultor i arquitecte
- Nándor Fa, navegant del món en un bot petit
- George Fisher, colon, cap de la revolució a Texas
- Ignác Goldziher, orientalista
- Katarina Ivanović, pintor serbi
- Péter Kuczka, escriptor
- Kornél Lánczos, físic
- Viktor Orbán, primer ministre 1998—2002
- Katalin Bogyay, periodista i diplomàtic
- Lajos Terkán, astrònom
- Miklós Ybl, arquitecte
- József Gát, (1913-1967), pianista i pedagog musical.

## Galeria

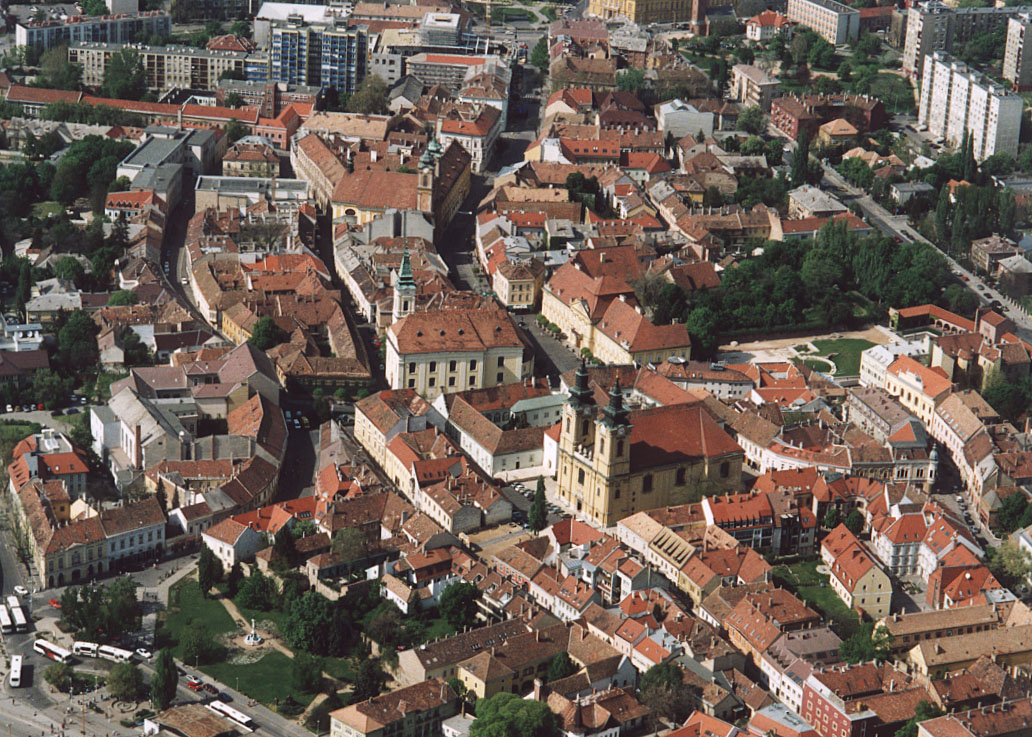
Foto aèria de Székesfehérvár

## Agermanaments
| - Gyulafehérvár a Romania - Birmingham als Estats Units - Blagòevgrad a Bulgària - Bratislava, Eslovàquia - Cento a Itàlia |  | - Chorley al Regne Unit (des de 1991) - Kemi a Finlàndia - Luhansk a Ucraïna - Opole a Polònia - Likino-Dulyovo a Rússia |  | - Sariwon a Corea del Nord - Schwäbisch Gmünd a Alemanya - Zadar a Croàcia - İzmit a Turquia |